# ベルファ都島ショッピングセンター
ベルファ都島ショッピングセンター（ベルファみやこじまショッピングセンター）は、大阪府大阪市都島区友渕町にある地上6階建てのショッピングセンターである。

## 概要
- 1990年ごろ、鐘紡淀川工場の跡地に建設される。
- みつとみ産業が開発し破綻後三井不動産商業マネジメントが運営管理する。

## 主なテナント
- 関西スーパー ベルファ都島店
- マクドナルド 都島ベルファ店
- サイゼリヤ ベルファ都島店
- UNIQLO ベルファ都島店
- マツモトキヨシ ベルファ都島店
- ニトリ デコホーム ベルファ都島店
- ザ・ダイソー ベルファ都島店
- ファッションセンターしまむら ベルファ都島店
- エディオン ベルファ都島店

全店舗は、公式サイト『フロアマップ』を参照。

## 交通アクセス
- 都島駅（地下鉄谷町線）
- 城北公園通駅（おおさか東線）
- 高倉町二丁目（大阪シティバス）